# Culinária da Rússia

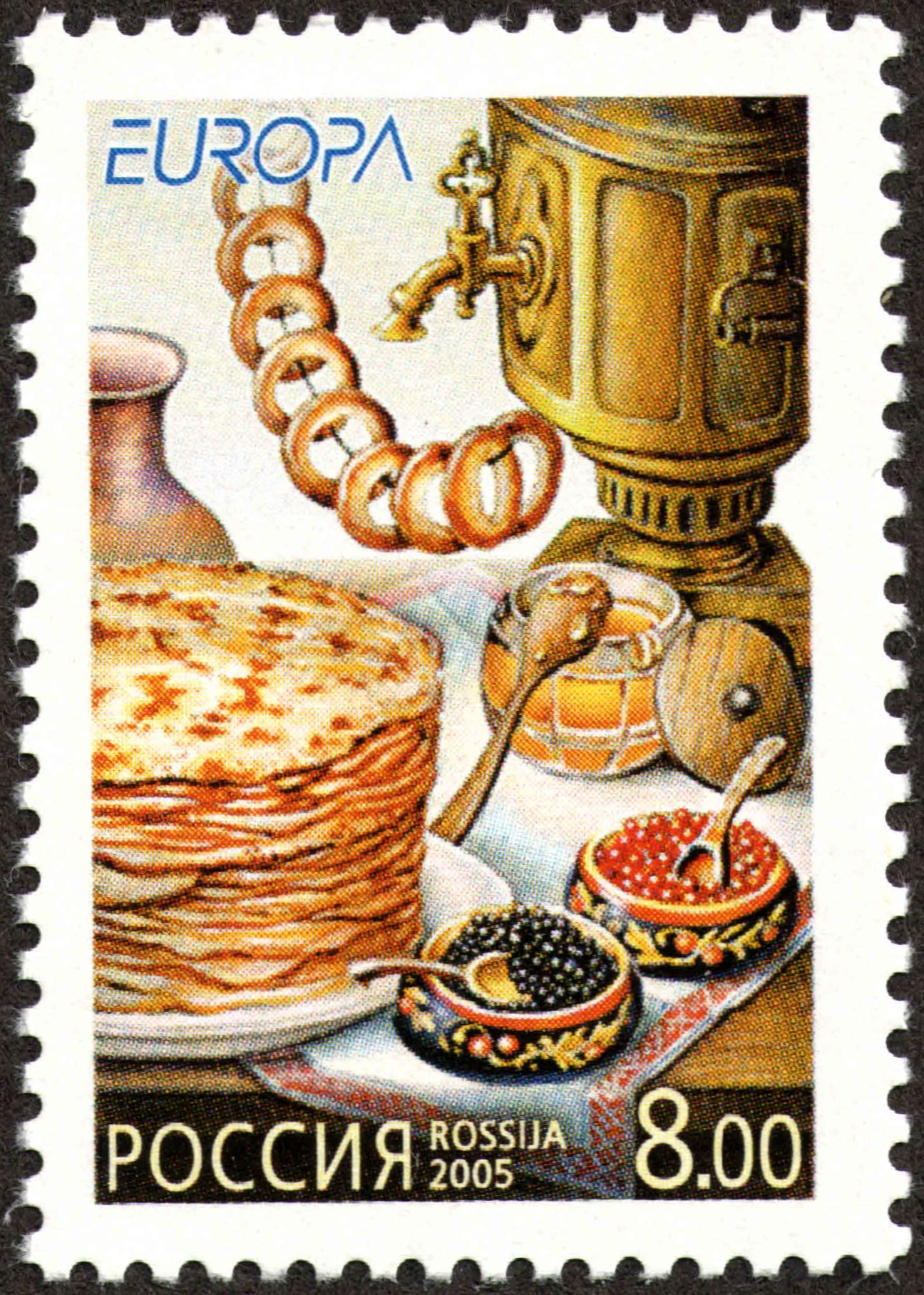
Selo do correio russo mostrando comidas típicas do Maslenitsa: blini, caviar, bublik, mel e chá dentro de um samovar.

A culinária da Rússia é o conjunto de pratos, produtos, bebidas, doces e práticas culinárias tradicionais do vasto e multicultural território da Rússia. Suas bases foram estabelecidas pelos hábitos alimentares de sua população rural em situações climáticas muitas vezes duras, com uma combinação abundante de peixes, aves, cogumelos, tomate e mel. Plantações de centeio, trigo, cevada, beterraba e milho fornecem os ingredientes para uma grande variedade de pães, panquecas, sopas, cereais, kvas, cerveja e vodka.
As grandes expansões do território russo, influências, e interesses ocorridos do século XVI ao XVIII trouxeram mais tipos diferentes de alimentos e técnicas mais refinadas de culinária. Foi durante este período que peixes e carnes defumadas, massas, verduras e legumes, chocolate, sorvete, vinhos, e bebidas alcoólicas foram importadas do estrangeiro. Pelo menos para a aristocracia urbana e nobres das províncias, isto abriu as portas para a criativa integração desses novos alimentos com pratos tradicionais russos. O resultado é uma forma extremamente variada de técnicas, temperos e combinações desde o ponto mais extremo norte da antiga Rota da Seda, passando pelas proximidades russas do Cáucaso, Pérsia e Império Otomano.. 
Desde o tempo de Catarina, a Grande, que cada família influente importa produtos, principalmente alemães, austríacos e franceses, para levar o melhor, mais raro e mais criativo alimento para suas mesas. Muitos dos alimentos que são considerados no Ocidente serem exclusivos da tradicional culinária russa, na verdade provêm da cozinha franco-russa dos séculos XVIII e XIX e inclui pratos muito difundidos como a Vitela Orloff, o Estrogonofe, e a Sharlotka (Charlotte Russe).